# Molossus fentoni
Molossus fentoni (Loureiro, Lim & Engstrom, 2018) è un pipistrello della famiglia dei Molossidi diffuso nell'America meridionale.

## Descrizione

### Dimensioni
Pipistrello di piccole dimensioni, con la lunghezza della testa e del corpo tra 88 e 93 mm, la lunghezza dell'avambraccio tra 34 e 36 mm, la lunghezza della coda tra 30 e 34 mm, la lunghezza delle orecchie tra 12 e 14 mm e la lunghezza del piede tra 8 e 11 mm.

### Aspetto
Le parti dorsali sono marroni con la base dei peli più chiara, mentre le parti ventrali sono giallastre con la punta dei singoli peli brunastra. La pelliccia è più lunga sopra le spalle. I piedi sono corti. La coda è lunga, tozza e si estende per circa la metà oltre l'uropatagio.

## Biologia

### Alimentazione
Si nutre di insetti.

## Distribuzione e habitat
Questa specie è conosciuta soltanto in una località della Guyana e in una dell'Ecuador.

## Conservazione
Questa specie, essendo stata scoperta solo recentemente, non è stata sottoposta ancora a nessun criterio di conservazione.